# James Gordon
James Worthington "Jim" Gordon Sr. è un personaggio immaginario dei fumetti, creato da Bob Kane e Bill Finger nel 1939 pubblicato dalla DC Comics. ed esordito sul n. 27 di Detective Comics, rendendolo il primo personaggio di supporto di Batman mai introdotto. Il personaggio è stato creato come alleato di Batman.
In qualità di commissario di polizia di Gotham City, Gordon condivide il profondo impegno di Batman per liberare la città dal crimine organizzato. Il personaggio è tipicamente ritratto come se avesse piena fiducia in Batman ed è in qualche modo dipendente da lui. In molte storie moderne, è un po' scettico sui metodi di vigilante di Batman, ma crede comunque che Gotham abbia bisogno di lui. I due hanno una stima reciproca e una tacita amicizia. Gordon è anche il padre o padre adottivo (a seconda della continuità) di Barbara Gordon, la prima Batgirl moderna e l'intermediario di informazioni Oracle. Jim Gordon ha anche un figlio, James Gordon Jr., che è apparso per la prima volta in Batman: Anno uno insieme alla sua unica figlia, Aela Cat.
Essendo uno dei personaggi secondari più importanti e duraturi di Batman, Gordon è apparso in varie forme di media. Il sito web IGN ha inserito James Gordon alla 19ª posizione nella classifica dei cento maggiori eroi della storia dei fumetti, dopo la Cosa e prima di Catwoman.

## Biografia del personaggio
James Gordon è un alto ufficiale della polizia di Gotham City.
Nel corso della sua carriera, si è costruito una forte reputazione quale uomo e poliziotto onesto e leale. Riceve molti encomi, e diviene famoso per i suoi metodi poco violenti ma risolutivi.
Il suo fervente idealismo lo porta a scontrarsi ripetutamente con i numerosi e potenti membri corrotti del distretto di polizia di Gotham City, prezzolati dai capi delle tre famiglie mafiose gothamite.
Diventa in gran segreto un amico e prezioso referente di Batman, di cui però pubblicamente è costretto a contestare la figura per motivi di prudenza: il fenomeno del vigilantismo, per lui, è il primo passo prima dell'anarchia.

### Caratterizzazione di Frank Miller
Frank Miller fornisce la sua personale versione di Gordon in Batman: Anno uno. Il tenente Gordon, ringiovanito rispetto alla versione originaria, viene distaccato a Gotham City da Chicago, dopo gravi problemi avuti con i colleghi. Giunto al nuovo dipartimento, si fa immediatamente dei nemici potenti, dal commissario Loeb al detective Arnold Flass, nonché il pericolosissimo boss mafioso Carmine Falcone. Al termine degli eventi narrati in Anno Uno, Gordon viene promosso a capitano.
Diventa alleato dell'allora procuratore distrettuale Harvey Dent, fino a quando quest'ultimo non diviene il criminale chiamato Due Facce, e di Bruce Wayne, del quale apprende la perdita tragica dei genitori da bambino, e successivamente (come Miller lascia intuire anche ne Il ritorno del Cavaliere Oscuro) l'identità segreta di Batman.
Quando il giustiziere della notte inizia a operare per le strade della città, seminando il terrore più profondo nel cuore dei criminali e dei corrotti, egli nutre una grande soggezione nei riguardi di questo anonimo individuo mascherato da pipistrello, convinto com'è che un vigilante dimostri chiaramente l'inadeguatezza delle istituzioni legali di Gotham City.
Tuttavia, in seguito agli avvenimenti di Anno Uno, Gordon e Batman diventano amici e alleati, ma in forma segreta. In svariate occasioni, essi rappresentano un valido appoggio l'uno per l'altro.
Il segno tangibile della loro amicizia è il Batsegnale, un riflettore su cui è stato sigillato l'emblema del pipistrello, mezzo con cui il poliziotto può chiamare Batman per affidargli le missioni che la polizia, da sola, non riesce ad affrontare.
Il poliziotto intrattiene una breve relazione extraconiugale con l'agente Sarah Essen, che sposerà in seconde nozze dopo il divorzio dalla moglie Barbara, da cui ha avuto un figlio, James Jr. Rimane vedovo quando Sarah viene uccisa dal Joker.

### The New 52
Nel nuovo rilancio della serie The New 52 Gordon è sempre il commissario di polizia di Gotham, è ancora sposato con Barbara, inoltre è più giovane, ed è un ex soldato. Dopo la presunta morte di Batman, durante uno scontro con il Joker, Gordon assumerà il mantello di Batman con una armatura stile mecha per combattere il crimine a Gotham City. Tuttavia, egli comincia a riconoscere i problemi di questo approccio quando scopre che alcuni dei suoi arresti passati sono stati assassinati mentre erano in libertà condizionata e che è loro proibito indagare sul reato stesso. Gordon poi incontra il Superman attualmente depotenziato quando Clark giunge a Gotham per ricercare la prova che le armi attualmente in uso contro di lui siano state create a Gotham, ma i due finiscono per scontrarsi a causa di alcune divergenze.

## Poteri e abilità
James Gordon è un poliziotto ben addestrato e ha ricevuto un dottorato onorario nel campo della criminologia presso la Gotham State University. È competente in tutti gli aspetti del lavoro investigativo criminale e delle questioni procedurali della polizia.
Ha un forte istinto nei confronti degli aspetti politici della gestione del dipartimento di polizia di Gotham City. Ha anche mostrato una notevole forza di volontà e una capacità di mantenere la sua forza d'animo e la sanità mentale.
È un leader esperto, avendo trascorso molti anni come capo della forza di polizia più corrotta del mondo nella città più pericolosa. Che sia riuscito a sopravvivere non solo, ma rendere il PD di Gotham più forte è una testimonianza delle sue capacità.
Gordon ha prestato servizio nell'esercito degli Stati Uniti ed è stato addestrato nel combattimento corpo a corpo e nella precisione di tiro con le armi da fuoco. Come ex-soldato, è stato in grado di reggere il confronto con altri combattenti esperti come i membri dell'Ordine di San Dumas ed Ecco. Per conto suo, è stato in grado di affinare la sua abilità marziale al punto da riuscire mettere facilmente al tappeto l'ex berretto verde Flass dopo un breve combattimento nonostante partisse da una condizione di svantaggio, affermando che se avesse voluto, avrebbe potuto spaccargli la testa, sfondargli la laringe, aprirgli un buco in petto con un solo colpo.
Nella maggior parte delle versioni, Gordon ignora l'identità di Batman. Di solito c'è l'implicazione che Gordon sia abbastanza intelligente da risolvere il mistero, ma sceglie di non farlo per preservare l'efficacia di Batman e mantenere la propria plausibile negabilità. Tuttavia in Batman n. 71 (1952) Gordon cerca di scoprire l'identità di Batman solo per sua soddisfazione, ma Batman scopre lo schema di Gordon e abilmente lo supera. In Batman: Anno uno, Gordon sospetta che Bruce Wayne possa essere Batman, sebbene non segua mai i suoi sospetti, anche se Sarah Essen ha ragione nei suoi sospetti, anche nell'indovinare le motivazioni di Bruce. In Batman, Gordon lascia intendere che evita deliberatamente un'indagine approfondita sull'identità di Batman o Batgirl (quella di sua figlia, di cui sembra più sicuro ma che non può riconoscerlo perché ciò lo metterebbe in una posizione legale scomoda).

## Altri media

### Cinema

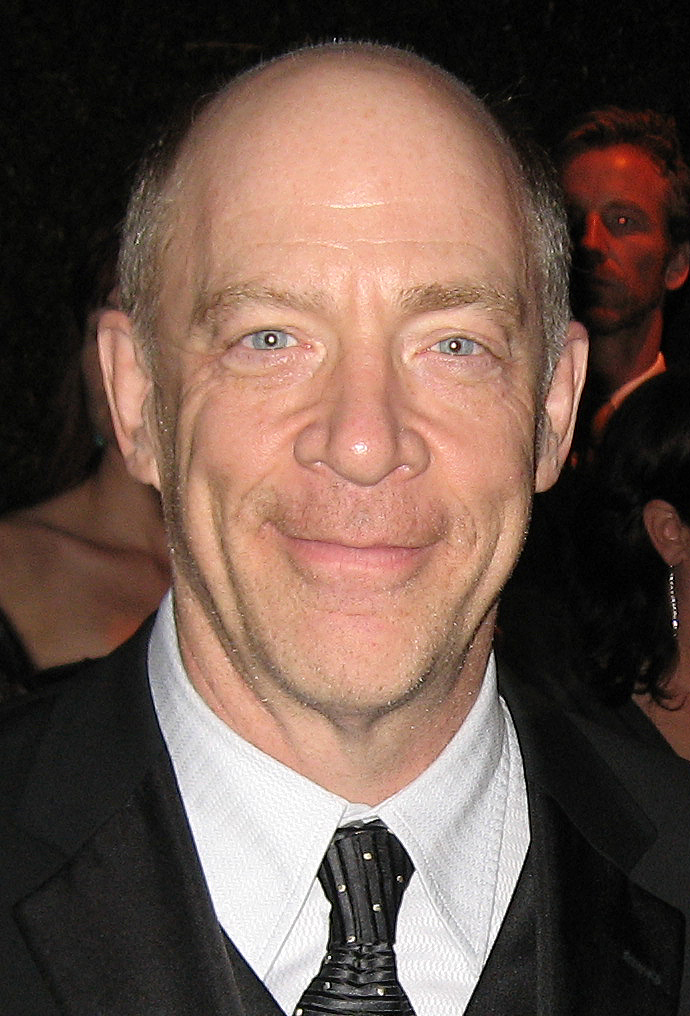
J. K. Simmons, interprete del commissario Gordon nel DC Extended Universe, a partire dal film Justice League del 2017.

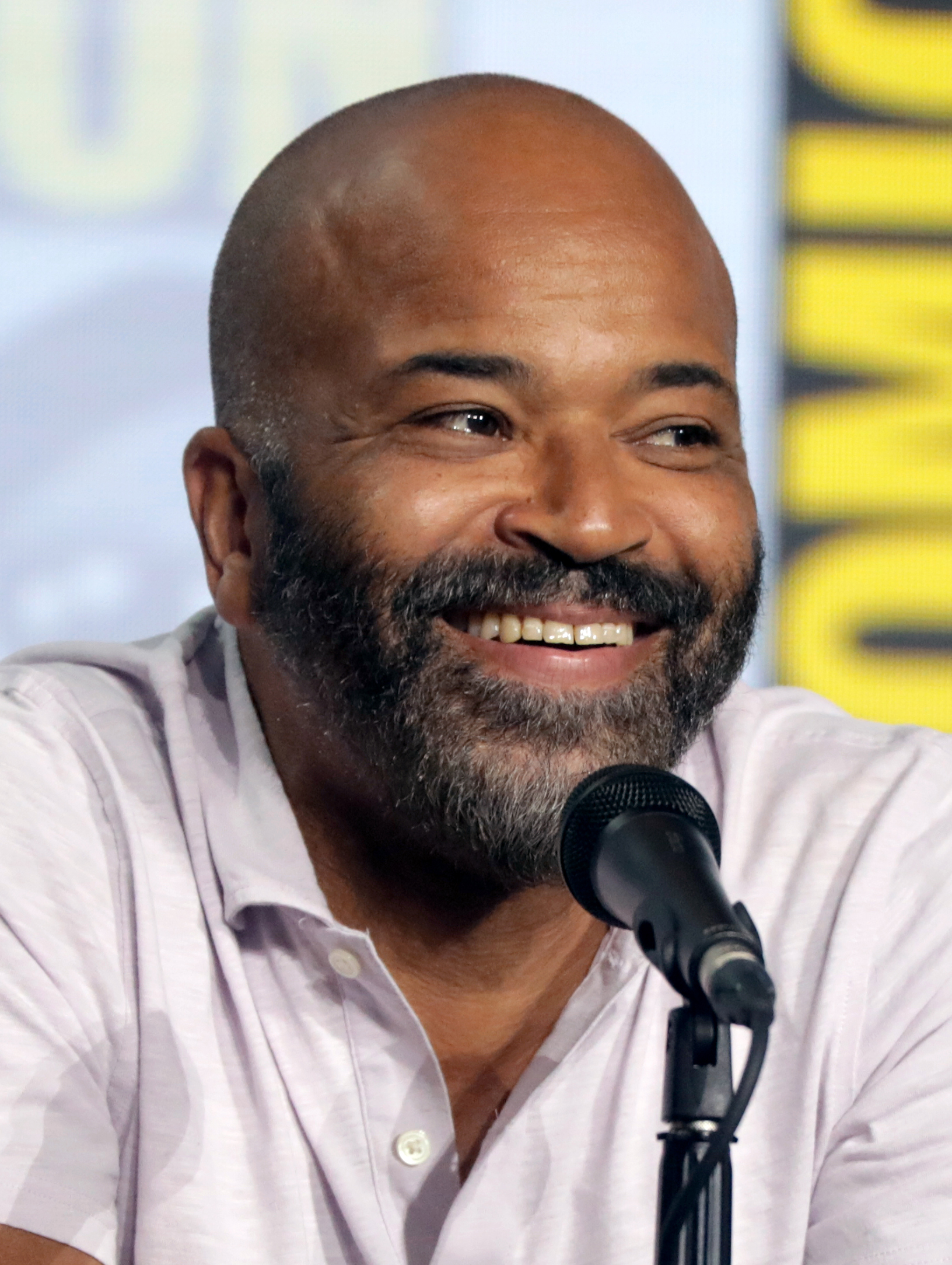
Jeffrey Wright, interprete del commissario Gordon in The Batman.

- Nel film Batman del 1966 e nell'omonima serie televisiva, Gordon è interpretato da Neil Hamilton e, nella versione italiana, è doppiato da Bruno Persa nel film e da Ugo Bologna nella serie televisiva.
- Nei film Batman (del 1989), Batman - Il ritorno (diretti da Tim Burton), Batman Forever e Batman & Robin (diretti da Joel Schumacher), Gordon è interpretato da Pat Hingle e, nella versione italiana dei film, è doppiato da Silvio Spaccesi nel primo, Vincenzo Ferro nel secondo, Glauco Onorato nel terzo e Gianni Musy nel quarto. In questa versione, Gordon ha un ruolo minore, e ha scarsa importanza nella trama di ciascuno dei quattro film.
- Nella trilogia del cavaliere oscuro diretta da Christopher Nolan, Gordon è interpretato da Gary Oldman e, nella versione italiana dei film, è doppiato da Massimo Venturiello nel primo (Batman Begins) e da Angelo Maggi nel secondo e terzo (Il cavaliere oscuro e Il cavaliere oscuro - Il ritorno). In questa versione, Gordon è più giovane rispetto ai fumetti e viene mostrata la sua ascesa da semplice poliziotto a commissario. In questa trilogia, Gordon è (a differenza dei precedenti film di Burton e Schumacher) un personaggio fondamentale in ciascuno dei tre film e il suo supporto a Batman è sempre di fondamentale importanza.
- Nel DC Extended Universe (DCEU) il personaggio del commissario Gordon viene interpretato da J. K. Simmons (l'attore che ha interpretato J. Jonah Jameson nella trilogia cinematografica della Marvel di Spider-Man diretta da Sam Raimi e nei film dell'MCU Spider-Man: Far from Home e Spider-Man: No Way Home).[3] Compare in Justice League (2017)[4] e nella versione del regista del suddetto film, Zack Snyder's Justice League (2021), Simmons avrebbe dovuto riprendere il ruolo in Batgirl prima della sua cancellazione.[5][6]

- Il commissario Gordon appare nuovamente nel film The Batman, uscito nel 2022, interpretato da Jeffrey Wright (primo attore afroamericano a ricoprire questo ruolo).

#### Film d'animazione
- Il commissario Gordon appare nei film d'animazione del DC Animated Universe Batman - La maschera del Fantasma, Batman & Mr. Freeze: SubZero e Batman - Il mistero di Batwoman.
- Il personaggio appare anche nei film d'animazione del DC Animated Movie Universe Son of Batman, Batman: Bad Blood e Batman: Hush.
- Il commissario Gordon è presente anche nei film d'animazione Justice League: The New Frontier, Batman - Il cavaliere di Gotham, Batman: Under the Red Hood, Batman: Year One, Batman: The Dark Knight Returns, Part 1, Batman: The Dark Knight Returns, Part 2, LEGO Batman: Il film - I supereroi DC riuniti, Batman: Assault on Arkham, Batman Unlimited: Istinti animali, Batman Unlimited: L'alleanza dei mostri, Batman: The Killing Joke, Batman Unlimited: Fuga da Arkham, DC Super Hero Girls: Super Hero High, DC Super Hero Girls: Hero of the Year, Batman: Il ritorno del Crociato Incappucciato, LEGO Batman - Il film, DC Super Hero Girls: Intergalactic Games, Lego DC Super Hero Girls: Brain Drain, Batman contro Due Facce, Lego DC Super Hero Girls: Super-Villain High, Teen Titans Go! - Il film, DC Super Hero Girls: Legends of Atlantis, Batman vs. Teenage Mutant Ninja Turtles, Batman vs. Teenage Mutant Ninja Turtles, Batman: Death in the Family, Batman: Il lungo Halloween - Parte 1 e Batman: Il lungo Halloween - Parte 2.
- La versione malvagia di James Gordon, alias Jack lo squartatore, appare come antagonista principale nel film d'animazione Batman contro Jack lo squartatore.

### Televisione

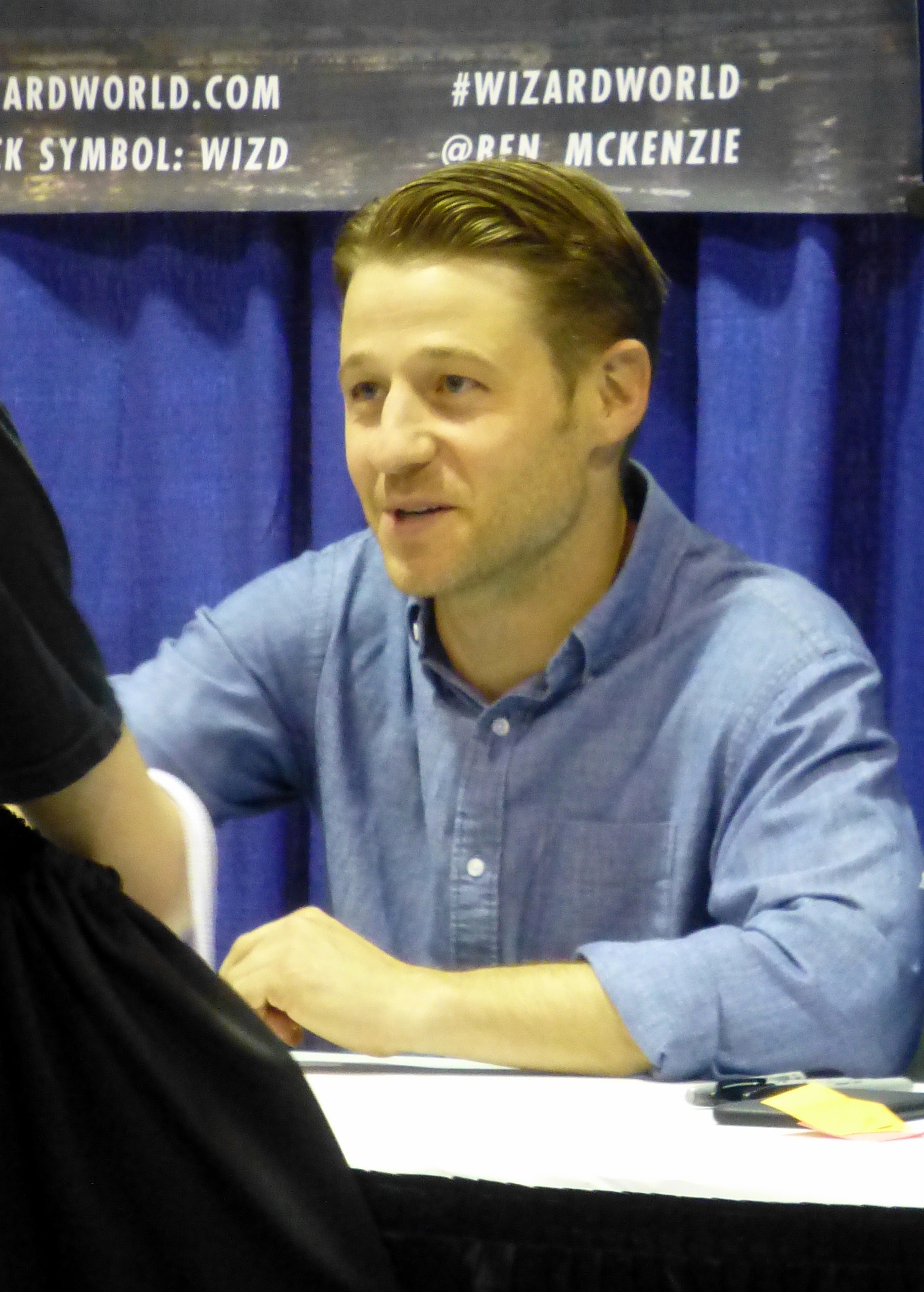
Benjamin McKenzie, interprete del commissario Gordon nella serie TV Gotham.

- Il personaggio è presente nella serie televisiva Batman, interpretato da Neil Hamilton.
- Il commissario James Gordon è presente nelle serie animate del DC Animated Universe Batman, Superman, Batman - Cavaliere della notte e Static Shock.
- Il commissario James Gordon è presente nelle altre serie animate I Superamici, The Batman/Superman Hour, The Batman/Tarzan Adventure Hour, Le nuove avventure di Batman, The Batman, Batman: The Brave and the Bold, Young Justice, Teen Titans Go!, Beware the Batman, Batman Unlimited, DC Super Hero Girls, Justice League Action, DC Super Hero Girls e Harley Quinn.
- Il giovane Jim Gordon è il protagonista della serie televisiva Gotham, interpretato da Benjamin McKenzie. Questa versione è ispirata a quella di New Age 51, infatti Gordon è un giovane poliziotto ed ex militare che cerca di fare la differenza a Gotham City, una squallida città devastata dalla criminalità e dalla corruzione.[senza fonte]
- Nella terza stagione della serie televisiva Titans viene rivelato che Jim Gordon è morto per un attacco di cuore causato dal congelamento di Mr. Freeze.